# Gimme Shelter (documental)
Gimme Shelter es un documental de 1970 dirigido por los Hermanos Maysles y Charlotte Zwerin que muestra gran parte del American Tour 1969 de The Rolling Stones, incluido el desastroso concierto de Altamont. El nombre de la película proviene de la canción "Gimme Shelter", publicada en el álbum Let It Bleed de 1969. 

## Producción
La película muestra algunos shows hechos en el Madison Square Garden, que más tarde fueron publicados en el álbum Get Yer Ya-Ya's Out!, así como las sesiones de fotografía para la portada, con Charlie Watts y una mula. También se muestra a la banda trabajando en la grabación de la canción "Wild Horses" en Muscle Shoals, Alabama. Otros shows documentados en la película son los de Ike y Tina Turner (teloneros de los Stones durante el tour), the Flying Burrito Brothers y Jefferson Airplane.
Gran parte de la película trata sobre el infame concierto del Festival de Altamont, mostrando la preparación de este. En esta parte del film se muestra el consumo de alcohol y drogas por parte de los Hells Angels, una banda de motoristas encargados de la seguridad de aquel show, además de las dificultades y peleas que perjudicaron el espectáculo. El inquieto público y la poca seguridad arruinó varios shows, como le pasó a Jefferson Airplane, cuyo vocalista, Marty Balin, fue noqueado por un Hell Angel tras una discusión sobre el escenario. Por ello, Grateful Dead decidió a última hora no participar del evento.
En Altamont, mientras los Rolling Stones interpretaban la canción Under My Thumb, se muestra el asesinato de Meredith Hunter, un joven negro de 18 años que fue apuñalado por un miembro de los Hell Angels.  
Un joven George Lucas era operador de cámara para el concierto de Altamont. Sin embargo gran parte de lo filmado por él fue dañado y ninguna de sus escenas fueron incorporadas en el corte final.
Eric Saarinen (nieto de Eliel Saarinen) fue el operador de cámara que (sin saberlo) capturó el asesinato de Meredith Hunter.

## Canciones

### The Rolling Stones
- "Jumpin' Jack Flash"
- "(I Can't Get No) Satisfaction"
- "You Gotta Move"
- "Wild Horses" (en el Muscle Shoals Sound Studio)
- "Brown Sugar"
- "Love in Vain"
- "Honky Tonk Women"
- "Street Fighting Man"
- "Sympathy for the Devil"
- "Under My Thumb"
- "Gimme Shelter" (versión en vivo, durante los créditos)

### Ike and Tina Turner
- "I've Been Loving You Too Long" (en el Madison Square Garden)

### Jefferson Airplane
- "The Other Side of This Life" (en Altamont)FOF

### Flying Burrito Brothers
- "Six Days on the Road" (en Altamont)